# Timbres, espace, mouvement
La Nuit étoilée

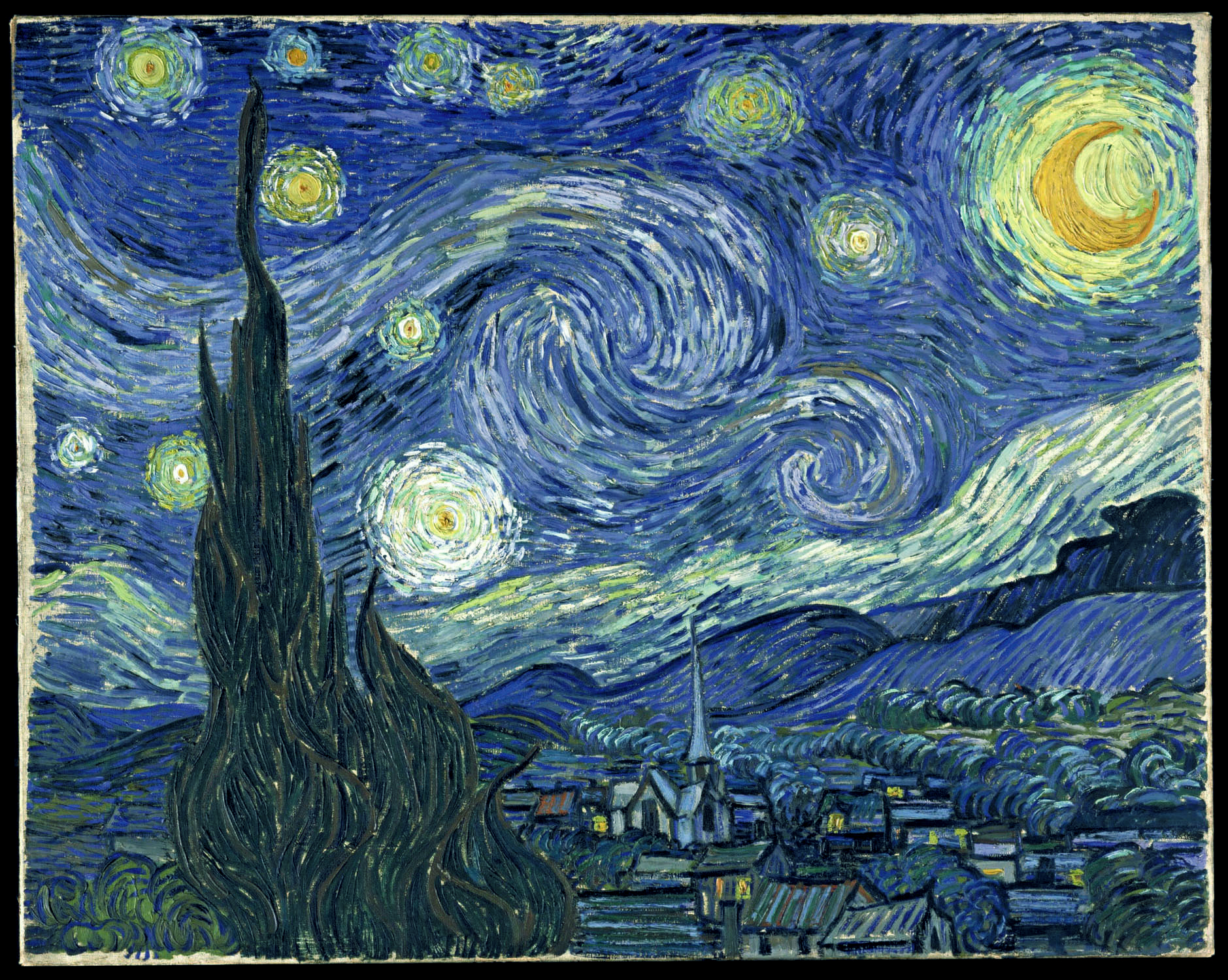
La Nuit étoilée, par Vincent Van Gogh (1889)

Timbres, espace, mouvement est une composition symphonique d'Henri Dutilleux, écrite en 1978. 

## Historique
Elle est sous-titrée La Nuit étoilée en référence au tableau éponyme de Vincent van Gogh. Le musicien a voulu transcrire dans sa partition l'« effet de tournoiement quasi cosmique qui s'en dégage ». 
Le timbre est marqué par une orchestration grave, sans violons ni altos, la présence d'un pupitre important de vents et de percussions avec de nombreuses parties solistes. L' espace est représenté par une nouvelle répartition des pupitres avec les violoncelles placés au premier plan en demi cercle autour du chef d'orchestre. Le mouvement est symbolisé par la rythmique tournoyante, semblable aux éclats jaunes des étoiles de Van Gogh, l'alternance de mouvements statiques et de flambées sonores.
Il s'agit d'une commande de Mstislav Rostropovitch qui en assura la création avec le National Symphony Orchestra en février 1978. L'œuvre est dédiée à Charles Münch. Une révision de 1991 ajoute un interlude destiné aux seuls violoncelles.
Elle comporte deux mouvements et son exécution demande environ un quart d'heure.